# Армения на «Евровидении-2016»
Армения приняла участие в конкурсе песни «Евровидение 2016» в Швеции. Представитель и песня были выбраны путём внутреннего отбора.

## Внутренний отбор
13 октября 2015 года Общественное Телевидение объявило о том, что Армению на конкурсе песни Евровидение будет представлять армянская певица и модель Ивета Мукучян. С октября по ноябрь был открыт прием заявок по отбору песни для конкурса и в итоге было получено более 300 заявок, впоследствии была выбрана песня армянских композиторов Лилит и Левона Навасардянов и Иветы Мукучян и Стефани Крачфилд Lovewave(Волна Любви). Песня была презентована 2 марта .

## На Евровидении
Ивета Мукучян на конкурсе выступила в первой половине первого полуфинала, который прошёл 10 мая 2016 года в Стокгольме и заняла 2 место с 243 баллами, проходя в финал. В финале Ивета получила высшие оценки жюри от Испании,Болгарии,России и высшие оценки телезрителей от России,Грузии и Франции и заняла таким образом 7 место в финале с 249 баллами, который проходил 14 мая 2016 года в Стокгольме.